# Gran Telescopio Canarias

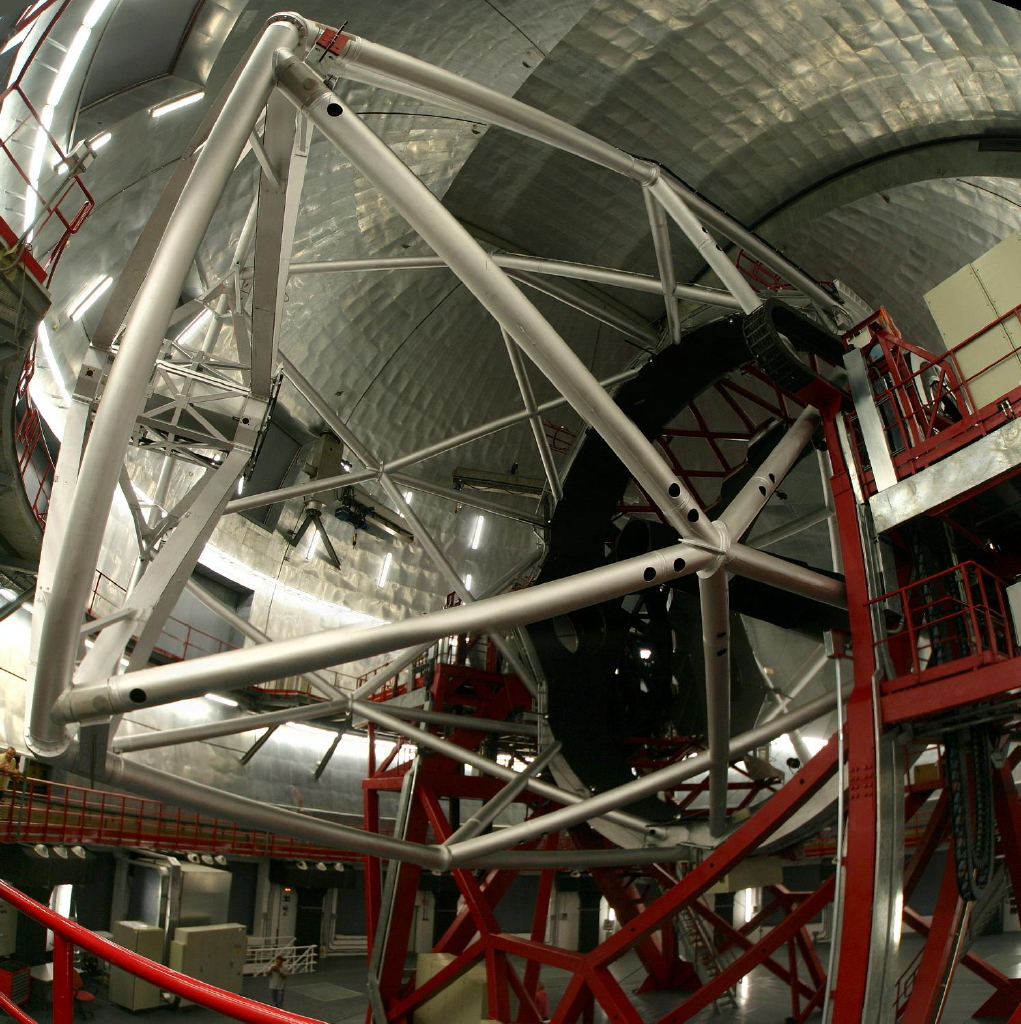
de Gran Telescopio Canarias

De Gran Telescopio Canarias (Grote Telescoop van de Canarische Eilanden), ook GranTeCan of GTC genoemd, is een spiegeltelescoop met een gesegmenteerde spiegel van 10,4 meter, op het Observatorium Roque de los Muchachos op het Spaanse eiland La Palma.
De telescoop staat op een vulkanische berg, op 2267 meter boven zeeniveau. Het kostte zeven jaar en 130 miljoen euro om hem te bouwen. De installatie van de telescoop werd bemoeilijkt door de weersomstandigheden en de logistieke problemen, verbonden aan de afgelegen locatie. Het GTC-project is een samenwerkingsverband van verschillende instituten uit Spanje, Mexico en de Universiteit van Florida en een initiatief van het Instituto de Astrofísica de Canarias (IAC). Het ontwerp begon in 1987 en meer dan 1.000 mensen van 100 verschillende bedrijven werkten eraan mee.
Bij de inhuldiging van de telescoop op 24 juli 2009 door koning Juan Carlos I van Spanje is het de grootste optische telescoop ter wereld.